# Красная Заря (Владимирская область)
Кра́сная Заря́ — посёлок в Гусь-Хрустальном районе Владимирской области России, входит в состав Купреевского сельского поселения.

## География
Посёлок в 50 километрах от Гусь-Хрустального, расположенный на правом (западном) берегу реки Колпь. Юго-восточнее Красной Зари Колпь принимает крупный левый приток реку Лавсинку. Берега Колпи в этих местах заболочены, особенно левый берег, где прорыта сеть дренажных каналов. Такие же каналы есть и на правом берегу севернее посёлка. В окрестностях Красной Зари — леса, растут преимущественно сосна и берёза.
Находясь в составе Владимирской области, посёлок с востока, юга и запада окружён землями Рязанской области — территория одного региона здесь глубоко вдаётся в территорию другого узкой полосой по правому берегу Колпи (левый восточный берег напротив Красной Зари — уже Рязанщина). Ближайший населённый пункт — село Колпь, находящееся северо-западнее посёлка (дорога к селу частично идёт по землям Рязанской области). На востоке от Красной Зари, в среднем течении Лавсинки, находится село Лався. На северо-востоке, в центре лесного массива — деревня Кочетки, на юго-востоке, также среди лесов — нежилой посёлок Красная Нива.

## Население
| 2002 | 2010 | 2021 |
| ---- | ---- | ---- |
| 31   | ↘17  | ↗31  |

В 1970—1980-х годах население Красной Зари могло достигать 90 человек.
По данным переписи 2002 года, в посёлке проживал 31 человек, из них 11 мужчин и 20 женщин, 87 % населения составляли русские.
По данным переписи 2010 года, в посёлке проживают русские (15 человек) и молдаване (3 человека).

## История
Красная Заря возникла в промежуток с конца 1920-х и до начала 1940-х годов. Посёлок отсутствует в списке населённых пунктов Меленковского района по данным 1929 года, с данными по населению согласно переписи 1926 года (именно в Меленковский район вошла Лавсинская волость, с центром в селе Лався, к которой относились низовья Колпи от села Колпь и до её впадения в Гусь). Однако Красная Заря уже присутствует на топографических картах с состоянием местности на 1937—1941 годы. До образования Купреевского сельского поселения посёлок входил в состав Колпского сельского округа с центром в селе Колпь.
Во время масштабных природных пожаров, прокатившихся по России летом 2010 года, посёлок Красная Заря оказался в числе тех населённых пунктов Гусь-Хрустального района, вокруг которых сложилась наиболее тяжёлая пожароопасная обстановка. На районном уровне была особо отмечена роль жителей посёлка в борьбе с пожарами и обороне своего населённого пункта от огня.

## Инфраструктура
- Насосная станция с артезианской скважиной, водонапорная башня, водопровод[12].